# 2640 Hällström
2640 Hällström è un asteroide della fascia principale. Scoperto nel 1941, presenta un'orbita caratterizzata da un semiasse maggiore pari a 2,3981084 UA e da un'eccentricità di 0,0877575, inclinata di 6,64880° rispetto all'eclittica.